# Матенадаран (архитектура)

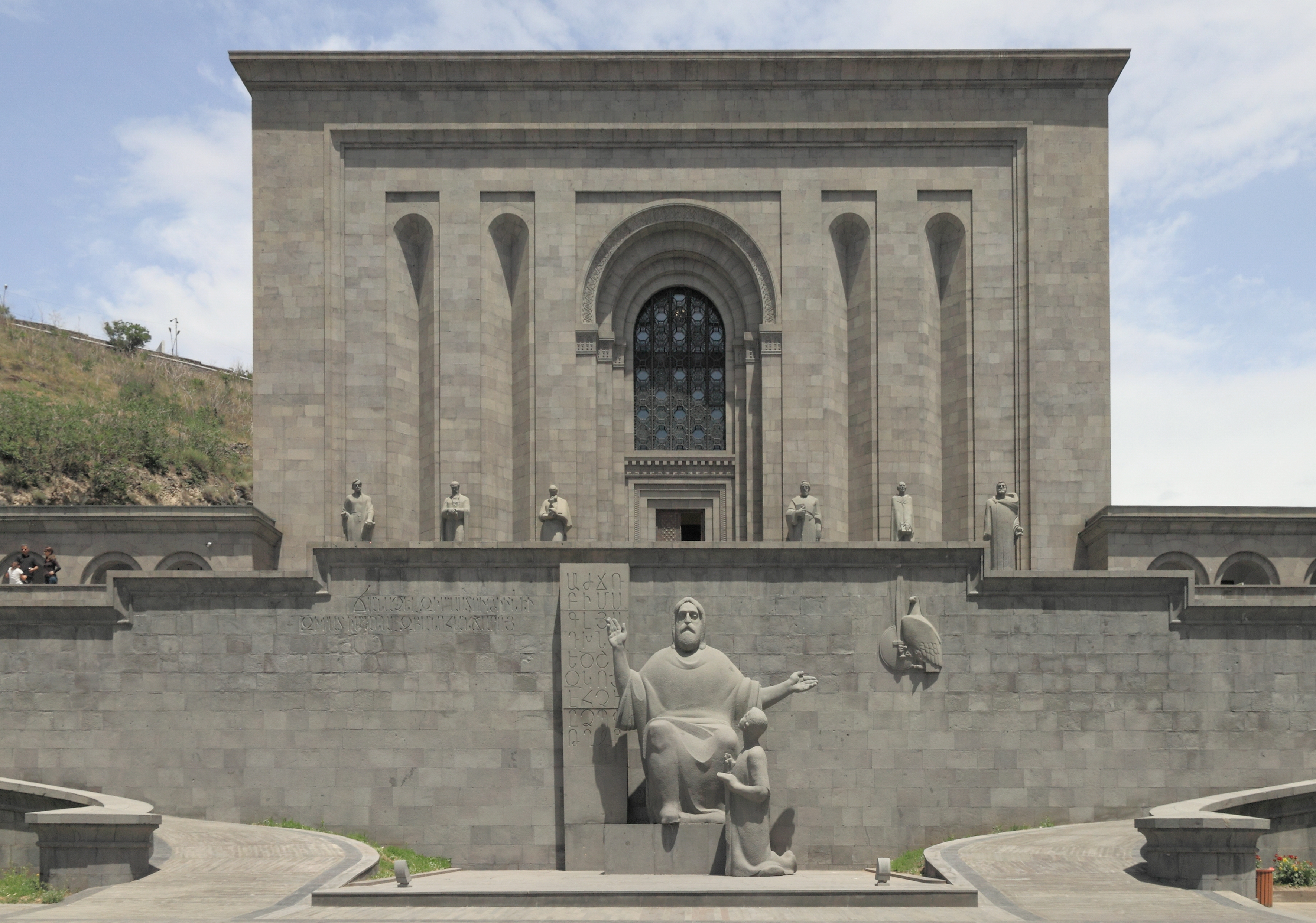

Матенадара́н (арм. Մատենադարան букв. «хранилище рукописей») — название хранилищ книг и рукописей в Средневековой Армении.

## История
Развернувшаяся в средние век в монастырях большая просветительская деятельность, связанная не только с обучением, но и с созданием различных учёных трудов, способствовала скоплению в них многочисленных рукописей. Естественно поэтому, что монастыри и школы имели богатые хранилища рукописей - матенадараны, о чём свидетельствуют армянские историки. Личные матенадарны были также у царей, князей и представителей высшего духовенства. Известен матенадаран царя Левона II в его дворце Дарбас в Сисе (Киликийская Армения).
В средние века рукописи представляли бо́льшую ценность, чем любое другое имущество. При вражеских нашествиях в первую очередь спасали рукописи. Их прятали в крепостях и пещерах. Так, например, по свидетельству Киракоса Гандзакеци, богатые коллекции рукописей Санаина и Ахпата во время сельджукских нашествий 1105 и 1151 годов были укрыты в труднодоступных пещерах.
Несмотря на это, множество рукописей погибло при нашествиях различных завоевателей, прежде всего Тамерлана, производившего огромные разрушения. Наибольшее бедствие было причинено в 1170 году в результате разграбления сельджуками крепости Сюникского княжества Багаберд, куда было перевезено в числе других ценностей свыше 10 тысяч рукописей из Татевского монастыря. Несколько тысяч рукописей пропало в Баальбеке в Сирии, при сожжении этого города турками. Рукописи Ахпатского и Санаинского монастырей, обнаруженные в пещерах в конце XVIII века, в результате долгого в них пребывания оказались наполовину истлевшими и окаменевшими. Бо́льшая же часть сохранившихся рукописей Ахпатского монастыря была сожжена невежественным дьяконом Петросом, устроившим из них костёр высотой в 12 футов.
Учитывая большую ценность рукописей, их нередко похищали при разграблении. Показательна участь самой большой по величине рукописи Чарнтир города Муша, весом свыше 40 кг, на изготовление пергамента для которой пошло более 700 телячьих шкур. При разграблении Муша в 1204 году она попала в руки сельджуков, у которых была выкуплена за 40 тысяч драм (1 драм — 4,65 г серебра). В 1915 году при эвакуации города рукопоись из-за её значительного веса была разрезана на две части, которые с большими трудностями и разными путями, с потерей многих листов (17 листов находятся в библиотеке монастыря Санта-Ладзаро дельи Армени  в Венеции), спустя несколько лет были воссоединены в Вагаршапате.
Изучение истории строительства матенадаранов показывает, что первоначально для них использовались хораны (приделы) церквей, в которых наряду с драгоценной церковной утварью хранились и рукописи. Предназначенные непосредственно для хранения книг и рукописей здания - матенадараны - стали возводить позднее, не ранее X века, в период интенсивного развития науки и связанного с этим широкого строительства школьных зданий.

### Первые матенадараны
Качество строительных работ первых матенадаранов было относительно невысоким. Стены возводились из грубо околотых камней, перекрытия - из дерева. Однако вскоре матенадараны, в которых часто хранились и весьма значительное ценное имущество богатых монастырей, стали сооружать так же солидно, нередко с пышной отделкой, как и основные постройки монастырей - церкви, гавиты, трапезные, колокольни. Известны случаи коренных перестроек матенадаронв, например в Нор-Гетике и Ахпате, приведших к изменению композиции интерьеров.
Возведение матенадаранов прекратилось примерно в XIV веке, в результате непрерывных длительных войн между захватившими страну завоевателями. Только в середине XVII века во время перерыва между войнами прерванное строительство возобновилось. Возводились новые и восстанавливались разрушенные здания и в их числе в 1652 году матенадаран Санаина.
В XVIII-XIX веках матенадаранами нередко служили различные части монастырей. Найденные в конце XVII века в пещерах рукописи Ахпата были помещены в верхних хоранах церкви Григория и четырёх отделениях среднего этажа колокольни, а в конце XIX века для хранения 278 рукописей в матенадаран была превращена церковь Креста монастыря Неркин Варагаванк.
Известны случаи превращения в матенадараны жилых помещений. В Эчмиадзинском монастыре в XIX веке в покоях католикоса были выделены три комнаты: в одной хранили рукописные книги, в другой - печатные, а третья, самая большая, служила читальным залом. В начале XX века рукописи Эчмиадзина были перенесены в специально выстроенное двухэтажное здание современного типа. Расположенное к северо-востоку от кафедрального собора, оно имело многочисленные помещения, приспособленные для хранения и изучения рукописей.